# Relaciones Bolivia-Venezuela
Las Relaciones Bolivia-Venezuela son las relaciones bilaterales existentes entre el Estado Plurinacional de Bolivia y la República Bolivariana de Venezuela en el ámbito diplomático, económico, comercial, político, cultural, migratorio entre otros, establecidas desde el 14 de septiembre de 1883 durante el gobierno del Presidente de Bolivia Narciso Campero Leyes y el gobierno del Presidente de Venezuela Antonio Guzmán Blanco. Actualmente, Bolivia tiene una embajada en la ciudad de Caracas y Venezuela tiene una embajada en la ciudad de La Paz.
Ambas repúblicas soberanas de América del Sur son miembros plenos de la Organización de Estados Americanos (OEA), la Comisión Económica para América Latina y el Caribe (Cepal) y la Comunidad Iberoamericana de Naciones (CIN). Cabe mencionar, que en noviembre de 2019 el gobierno interino transitorio de la presidenta Jeanine Áñez rompió relaciones diplomáticas con el gobierno de Nicolás Maduro, reconociendo en su lugar al presidente interino Juan Guaidó. Pero solo un año después, el gobierno constitucional del presidente Luis Arce decidió restablecer nuevamente las relaciones con Venezuela desde noviembre de 2020.

## Historia

### Dominio español
Ambas naciones hispanoamericanas comparten un pasado en común, los actuales territorios bolivianos y venezolanos formaron parte del Imperio español, siendo administrados de manera separada: La Provincia de Charcas (posteriormente Alto Perú) y la Capitanía General de Venezuela, respectivamente. Además de ser el español uno de los idiomas oficiales en ambos países. 

### SigloXXI
Bajo el mandato de Evo Morales, las relaciones con el gobierno de Hugo Chávez y posteriormente de Nicolás Maduro, se vieron estrechadas debido a una afinidad en materia ideológica. Ambos países mantuvieron una participación activa en la Alianza Bolivariana para los Pueblos de Nuestra América - Tratado de Comercio de los Pueblos (ALBA-TCP), hasta la salida de Bolivia de la organización en noviembre de 2019.
Durante el gobierno interino boliviano de Jeanine Áñez rompió relaciones diplomáticas con el gobierno de Nicolás Maduro, y reconoció en su lugar como presidente interino de Venezuela a Juan Guaidó.
Luego de la renuncia del gobierno de Evo Morales el 10 de noviembre de 2019, al día siguiente, encapuchados se tomaron la embajada venezolana en La Paz por unas horas armados con dinamita. El 15 de noviembre de 2019, la presidenta transitoria de la República de Bolivia, Jeanine Áñez,rompió relaciones diplomáticas con el gobierno de Nicolás Maduro, reconociendo en su lugar a Juan Guaidó. El 16 de noviembre del mismo año, un grupo de opositores venezolanos se reunió a las afueras de la embajada boliviana en Caracas para dar su apoyo a Añez, mientras Juan Guaidó sostuvo ese mismo día una videoconferencia con Jeanine Áñez para manifestarse su mutuo apoyo.
| Relaciones Diplomáticas Bolivia-Venezuela |                                           |
| Establecidas el 14 de septiembre de 1883  |                                           |
|                                           |                                           |
| Gobierno de Narciso Campero Leyes         | Segundo Gobierno de Antonio Guzmán Blanco |
|                                           |                                           |
| Presidente de Bolivia (1880-1884)         | Presidente de Venezuela (1879-1884)       |

## Cooperación

### Cooperación de Venezuela a Bolivia
Durante su gran auge económico, producto de los altos precios del barril de petróleo a nivel internacional, cabe recordar que Venezuela cooperó a Bolivia en diferentes áreas y sectores, regalando tractores, maquinaria pesada, asfalto, aviones, helicópteros, ambulancias, computadoras, vehículos y motocicletas para la policía boliviana y la seguridad presidencial. Así mismo, la cooperación venezolana financió la refacción de varios cuarteles bolivianos y dio el impulso inicial al programa "Bolivia Cambia, Evo Cumple" financiando dicho programa desde el año 2007 hasta 2011.

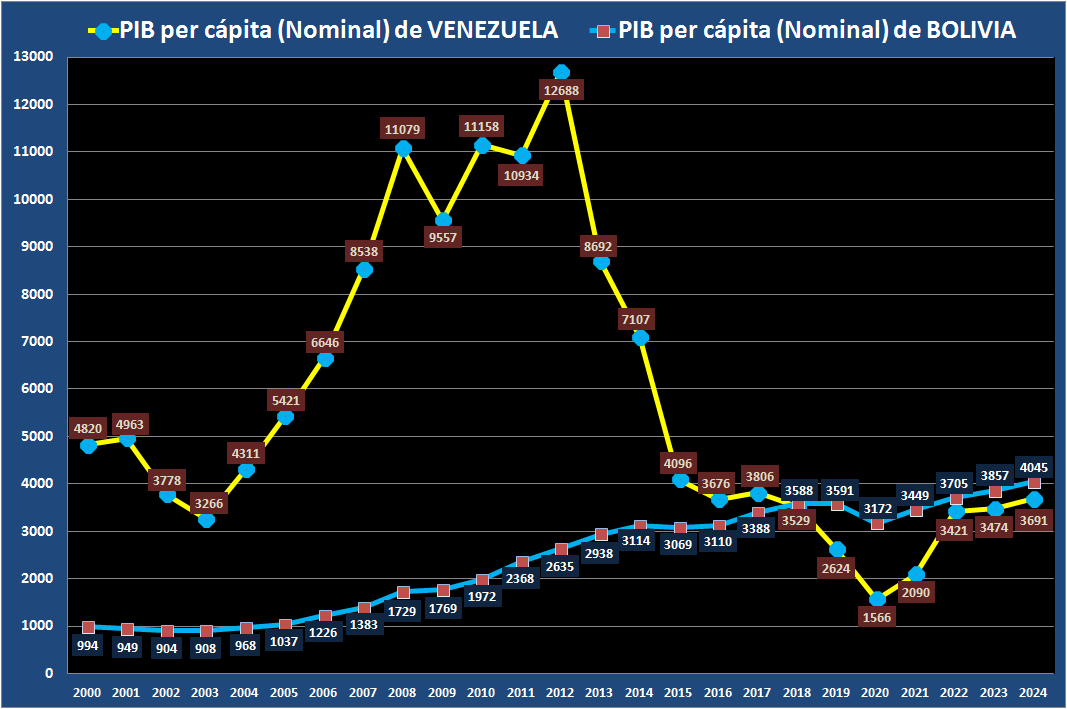
Evolución histórica del PIB per cápita (Nominal) de Bolivia y Venezuela durante el primer cuarto del (2000-2024) según los datos del Fondo Monetario Internacional y medido en dólares estadounidenses.

#### Área Agrícola
En febrero de 2007, el Presidente de Venezuela Hugo Chávez Frías decide regalar a Bolivia unos 320 tractores nuevos de marca "VENIRAN" (los cuales eran de fabricación venezolana-iraní) recién salidos de la fábrica ubicada en Ciudad Bolívar en el Estado Bolívar, esto con el objetivo de desarrollar y potenciar el sector agrícola del área rural boliviano. El Presidente de Bolivia Evo Morales Ayma agradeció la donación venezonala y decidió repartir aquellos 320 tractores entre los departamentos de La Paz, Cochabamba, Santa Cruz, Tarija, Beni y Oruro.

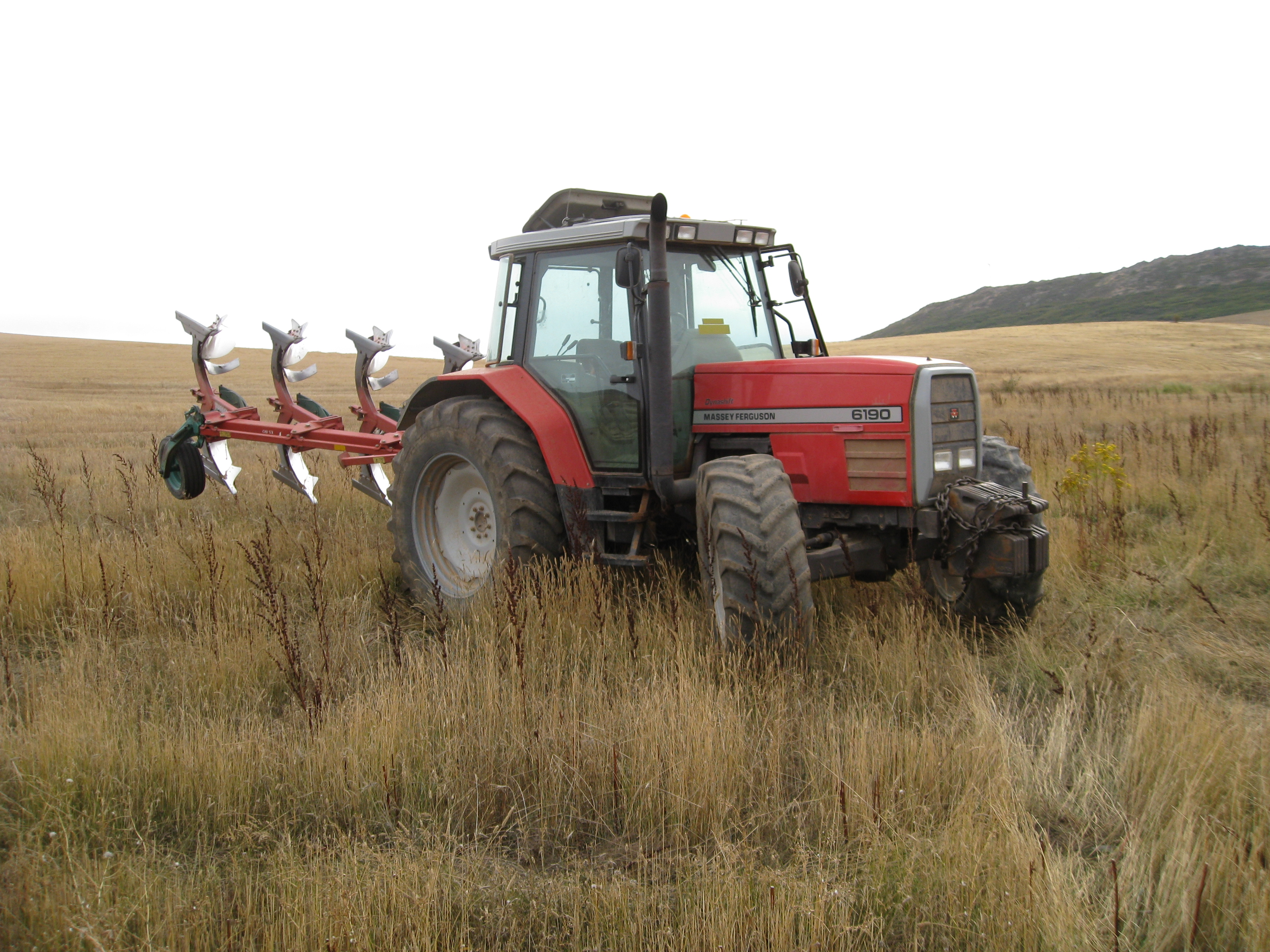
En febrero del año 2007, Venezuela regaló 320 tractores a Bolivia de fabricación venezolana-iraní para desarrollar el área rural boliviano.

Se estima que la donación de los 320 tractores venezolanos a Bolivia estaban valuados en alrededor de 11,4 millones de dólares (cada tractor valía aproximadamente alrededor de unos 35 mil dólares). Pero poco tiempo después, los alcaldes de aquella época de los diferentes municipios bolivianos que recibieron la donación, se quejaron ante la prensa boliviana porque dichos tractores estaban incompletos debido a que no contaban con sus respectivos arados. El entonces Ministerio de Desarrollo Rural y Tierras de Bolivia señalaba que era ya obligación de las alcaldías municipales completar los accesorios que faltasen a dichas máquinas, pues el costo de cada arado no pasaba de los 800 dólares la unidad. Al final, ante la falta de control estatal y la mala administración municipal, varios de aquellos tractores venezolanos terminaron en las manos privadas de alcaldes y concejales o funcionarios públicos municipales de las diferentes alcaldías de Bolivia.

#### Área de Infraestructura
El año 2004, el presidente venezolano Hugo Chávez Frías decidió regalar a la alcaldía de la ciudad de La Paz unas 3000 toneladas de asfalto para la pavimentación de algunas  calles de la urbe paceña. El entonces alcalde Juan del Granado agradeció la donación venezolana.

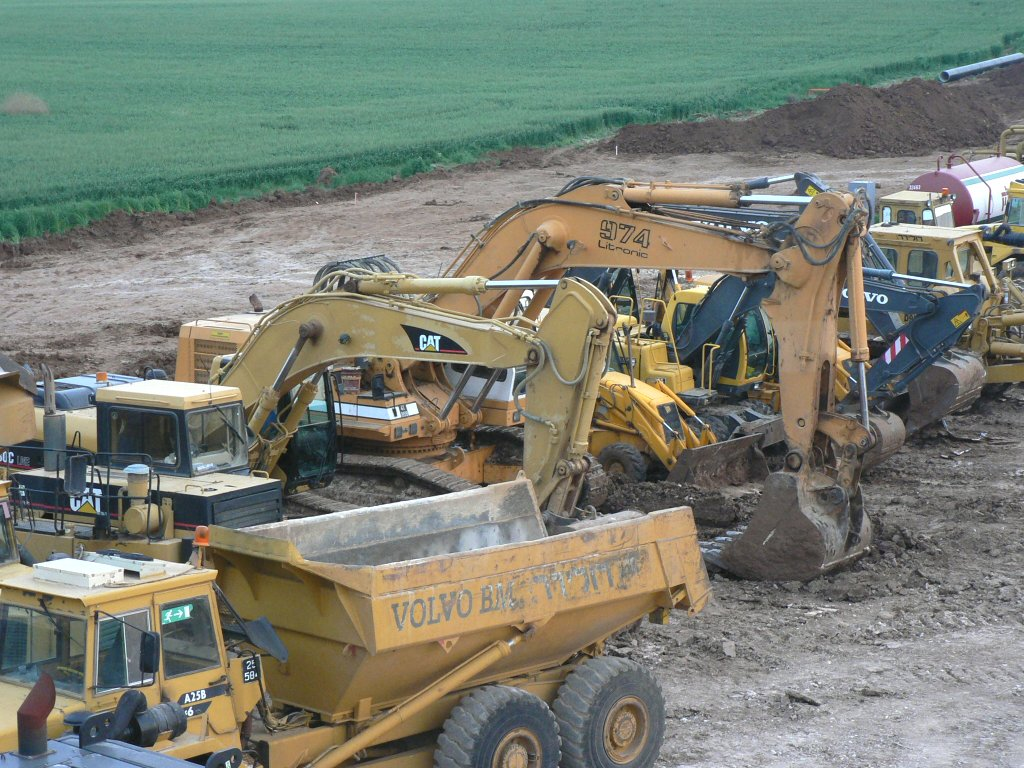
En julio del año 2007, Venezuela regaló a Bolivia una gran cantidad de maquinaria pesada para la reconstrucción del Departamento del Beni luego de las grandes inundaciones de ese año.

El 30 de julio de 2007, Venezuela regaló una gran cantidad de maquinaria pesada a Bolivia, valuada en unos 12 millones de dólares para la reconstrucción de varias zonas afectadas en todo el Departamento del Beni debido a los desastres naturales ocasionados por el Fenómeno de El Niño. Entre la maquinaria pesada que Venezuela donó al pueblo beniano, se encontraban unas 4 excavadoras, 3 retroexcavadoras, 4 cargadoras, 4 compactadoras, 2 motoniveladoras, 2 cargadoras de oruga, 20 camiónes, 2 camionetas, 3 cisternas con capacidad para 15 000 litros de agua cada una y recursos económicos para la construcción de una planta procesadora de asfalto de 120 toneladas por hora.

#### Área de la Salud

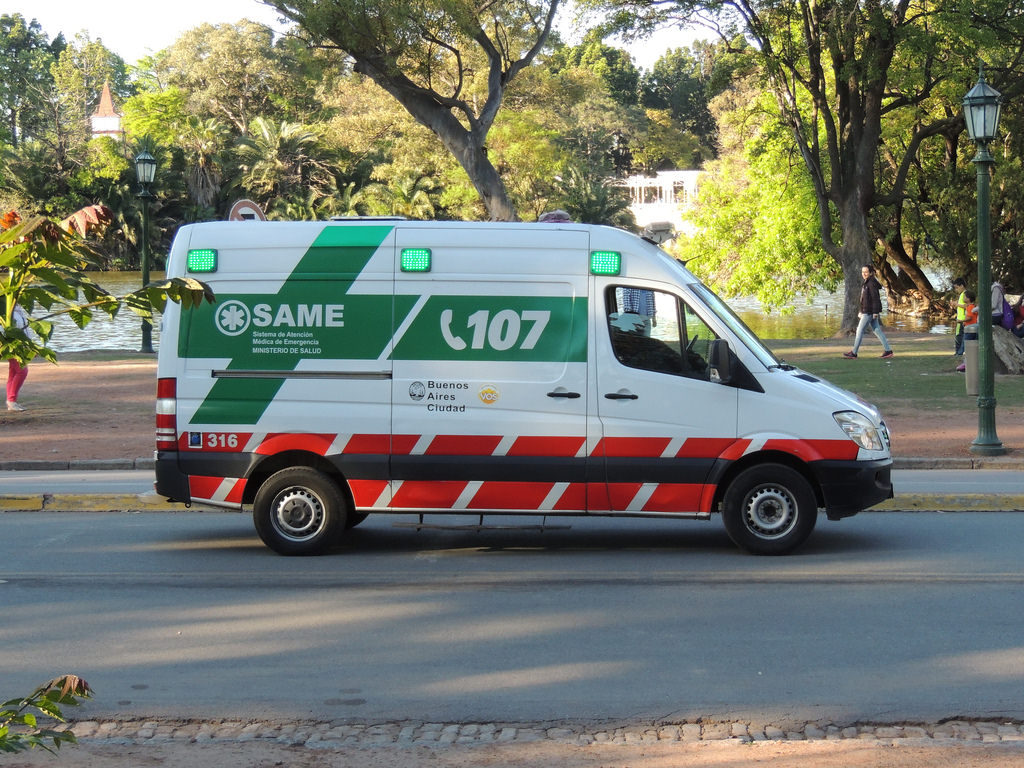
En agosto del año 2009, Venezuela regaló 170 ambulancias a Bolivia para fortalecer y potenciar el sistema de salud boliviano.

En agosto de 2009, el presidente de Venezuela Hugo Chávez obsequió a Bolivia unas 170 ambulancias para mejorar el sistema de salud boliviano. El presidente Evo Morales Ayma repartió aquellas ambulancias entre los 87 municipios del Departamento de La Paz (a 2 ambulancias por cada municipio).
La donación generó duras críticas por parte de la oposición venezolana, pues los opositores venezolanos acusaron al entonces presidente Hugo Chávez de regalar ambulancias a otros países cuando en Venezuela existe una grave escasez de ambulancias y eso se vio reflejado en la trágica Explosión de la refinería de petróleo de Amuay en el Estado Falcón donde lamentablemente llegaron a fallecer alrededor de 55 venezolanos y resultaron heridas más de 150 personas, y ante la falta de ambulancias, los muertos tenían que ser trasladados a morgues, amontonados en camionetas antiguas y abiertas al aire libre.
Ante esta situación, opositores venezolanos del Estado Anzoategui se presentaron ante la Embajada de Bolivia en Caracas, para pedir a Bolivia que devuelva a Venezuela por lo menos unas 20 ambulancias de las 170 que habían sido regaladas por Hugo Chávez, pero tal pedido nunca fue escuchado por el gobierno boliviano.

#### Área de Seguridad

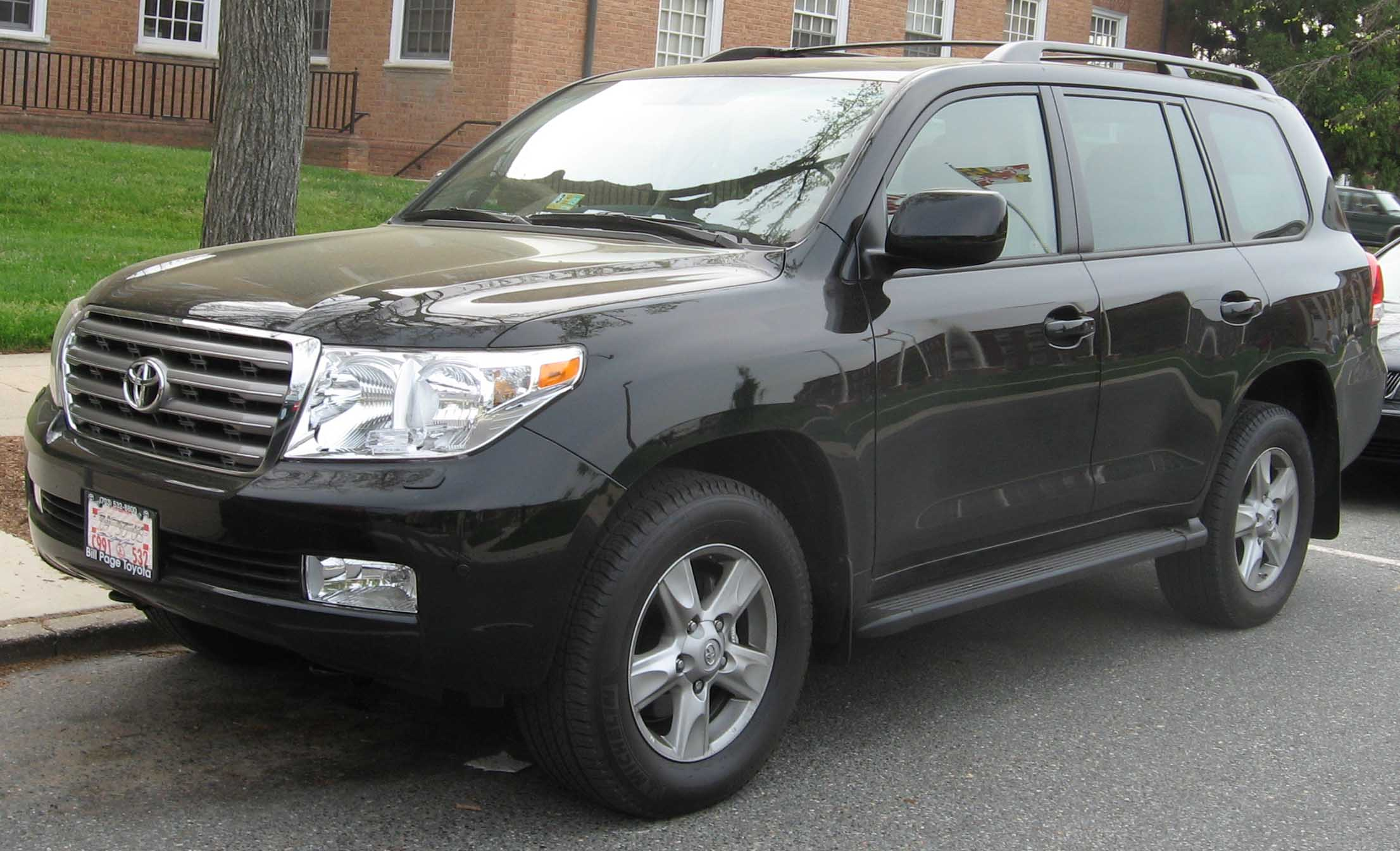
En noviembre del año 2008, Venezuela regaló a Bolivia unos 16 vehículos Toyota de último modelo así como también 6 motocicletas Kawasaki para fortalecer la seguridad presidencial de Bolivia.

El 1 de noviembre de 2008, el presidente venezolano Hugo Chávez decidió regalar a Bolivia unos 16 vehículos vagonetas de último modelo de marca Toyota valuados en 552 000 dólares (cada automóvil costaba alrededor 34 500 dólares) para equipar y fortalecer la seguridad presidencial del Presidente de Bolivia Evo Morales Ayma, además de donar también unas 6 motocicletas de marca Kawasaki. Pero no había pasado mucho tiempo cuando el 4 de mayo de 2010, la prensa boliviana daba a conocer a toda la opinión pública del país que uno de los vehículos que Chávez regaló a Evo Morales, había sido robado mientras el chofer presidencial fue a comprar pan a la tienda de barrio, lo que desató un escándalo nacional en Bolivia y también a nivel internacional. A su vez, el gobierno boliviano admitió que un vehículo de la seguridad presidencial había sido robado por descuido del chofer pero aclaraba que dicho vehículo robado no pertenecía a la donación venezolana sino que era una vagoneta "modelo 1996" que pertenecía al Ministerio de la Presidencia de Bolivia desde 1997.

#### Área de Defensa

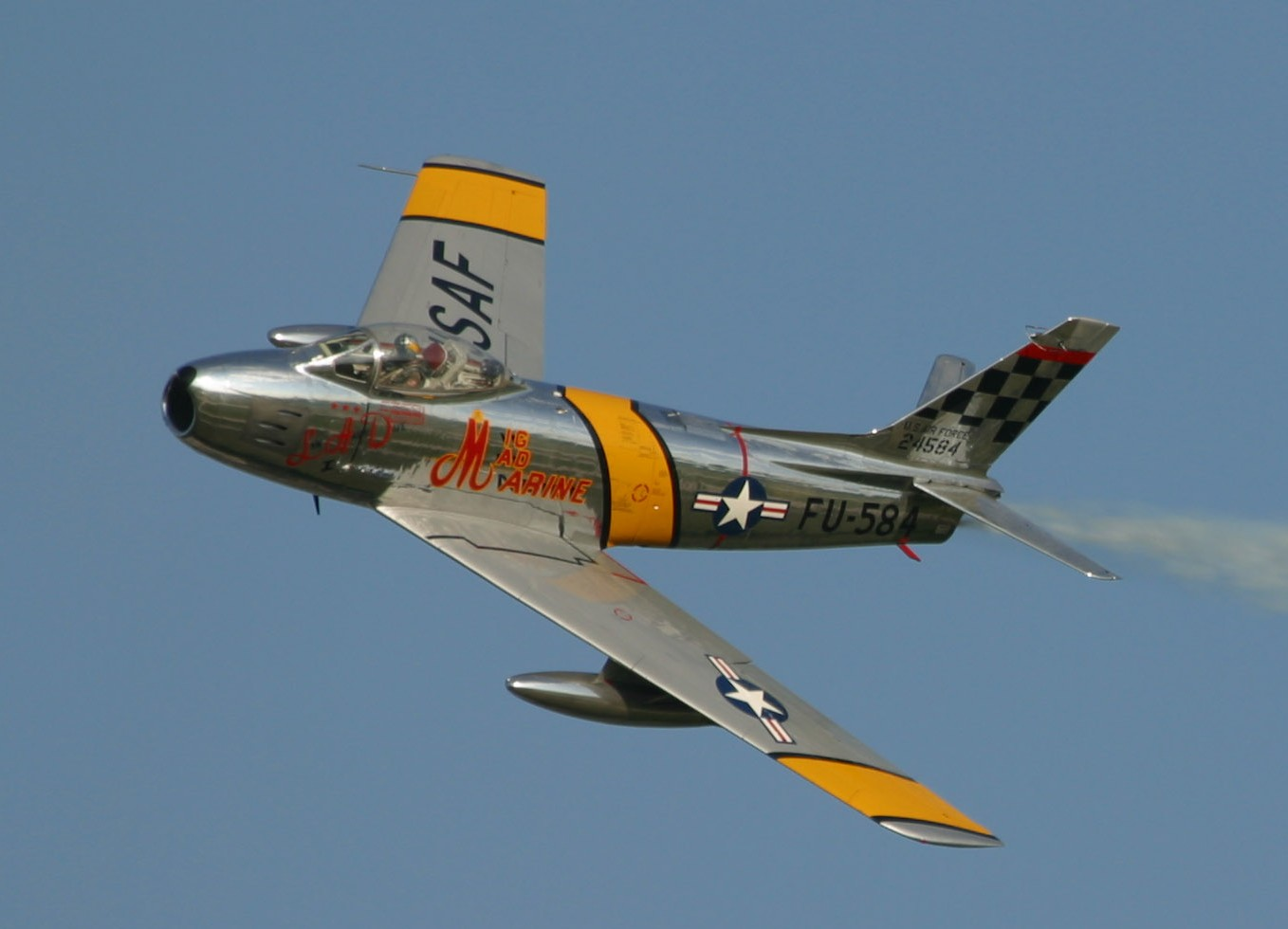
En octubre del año 1973, Venezuela regaló a Bolivia unos 9 aviones cazas de combate F-86 "Sabre" (de fabricación estadounidense) para fortalecer y potenciar a la Fuerza Aérea Boliviana (FAB).

La cooperación de Venezuela a Bolivia en el área de defensa se remonta desde hace varias décadas atrás. En el año 1973 y durante su primer gobierno, el presidente constitucional de Venezuela Rafael Caldera Rodríguez (1969-1974) decide regalar a Bolivia unos 9 aviones cazas de combate semiusados North American F-86 "Sabre" (de fabricación estadounidense) con el objetivo de fortalecer a la Fuerza Aérea Boliviana (FAB). Cabe recordar que en el año 1955, Venezuela había llegado a comprar unas 30 aeronaves de este modelo a los Estados Unidos, pero para principios de la década de 1970 la entonces Fuerza Aérea Venezolana (actualmente denominada como Aviación Militar Bolivariana) ya los estaba retirando del servicio aéreo por su antigüedad.
Es entonces que el 13 de octubre de 1973, llegaron a la ciudad de La Paz los primeros 6 aviones venezolanos F-86 "Sabre" y los restantes 3 llegaron el 22 de junio de 1974 en plena dictadura militar del presidente Hugo Banzer Suárez (1971-1978) quien agradeció la donación. Estas aeronaves venezolanas estuvieron al servicio  de la FAB, volando por alrededor de otros 20 años más (hasta  1994) cuando el primer gobierno del presidente boliviano Gonzalo Sánchez de Lozada decidió retirarlos del servicio y venderlos a empresas privadas de espectáculos aéreos en Estados Unidos o a coleccionistas privados de ese país. 

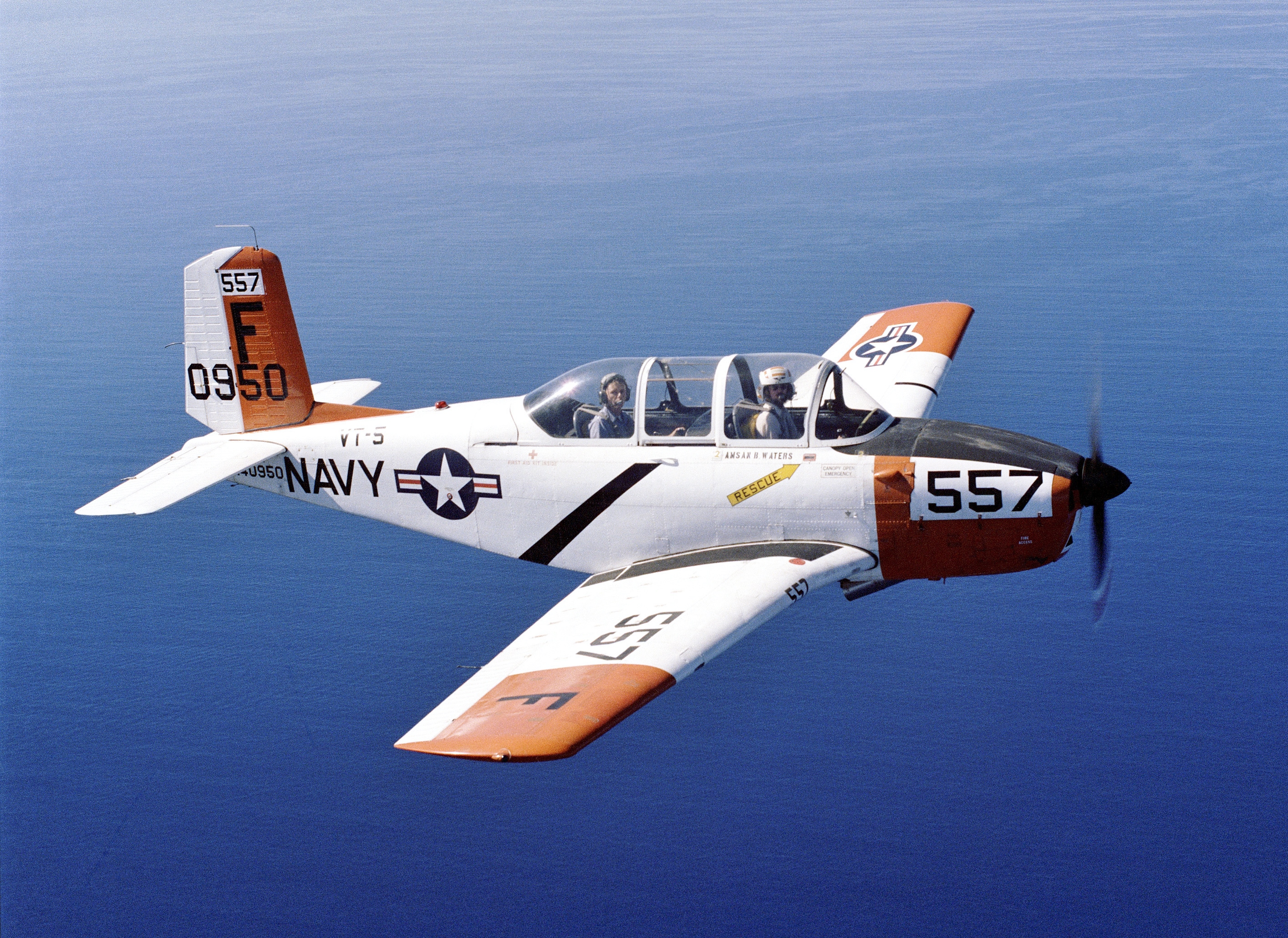
En agosto del año 2004, Venezuela regaló a Bolivia unos 11 aviones de entrenamiento militar T-34 "Mentor" (de fabricación estadounidense) para fortalecer y potenciar a la Fuerza Aérea Boliviana (FAB).

El año 2003, el presidente de Venezuela Hugo Chávez decidió regalar 11 aviones de entrenamiento militar semiusados Beechcraft T-34 Mentor a Bolivia con el objetivo de potenciar a la Fuerza Aérea Boliviana (FAB). Aunque dichas aeronaves (de fabricación estadounidense) habían empezado a volar por primera vez en Estados Unidos ya durante la década de 1950 y habían sido adquiridos por Venezuela en la década de 1970.
Los 11 aviones T-34 llegaron a Bolivia un 31 de julio de 2004 durante del gobierno del entonces presidente boliviano Carlos Mesa Gisbert, quien agradeció la donación venezolana. Las aeronaves venezolanas estuvieron al servicio de la FAB, volando por alrededor de unos 15 años más (hasta 2018) cuando se tomó la decisión de retirarlos del servicio por su excesiva antigüedad y falta de repuestos.
El 28 de mayo de 2006, el presidente venezolano Hugo Chávez, decidió regalar 2 Helicópteros Super Puma (de fabricación francesa) a Bolivia para equipar y fortalecer el transporte presidencial boliviano, pues el 1 de marzo de 2006, el antiguo helicóptero en el que se transportaba el presidente Evo Morales Ayma había sufrido un grave desperfecto al momento de aterrizar en Cochabamba de un vuelo realizado desde Orinoca, esto debido a la antigüedad del helicóptero boliviano.

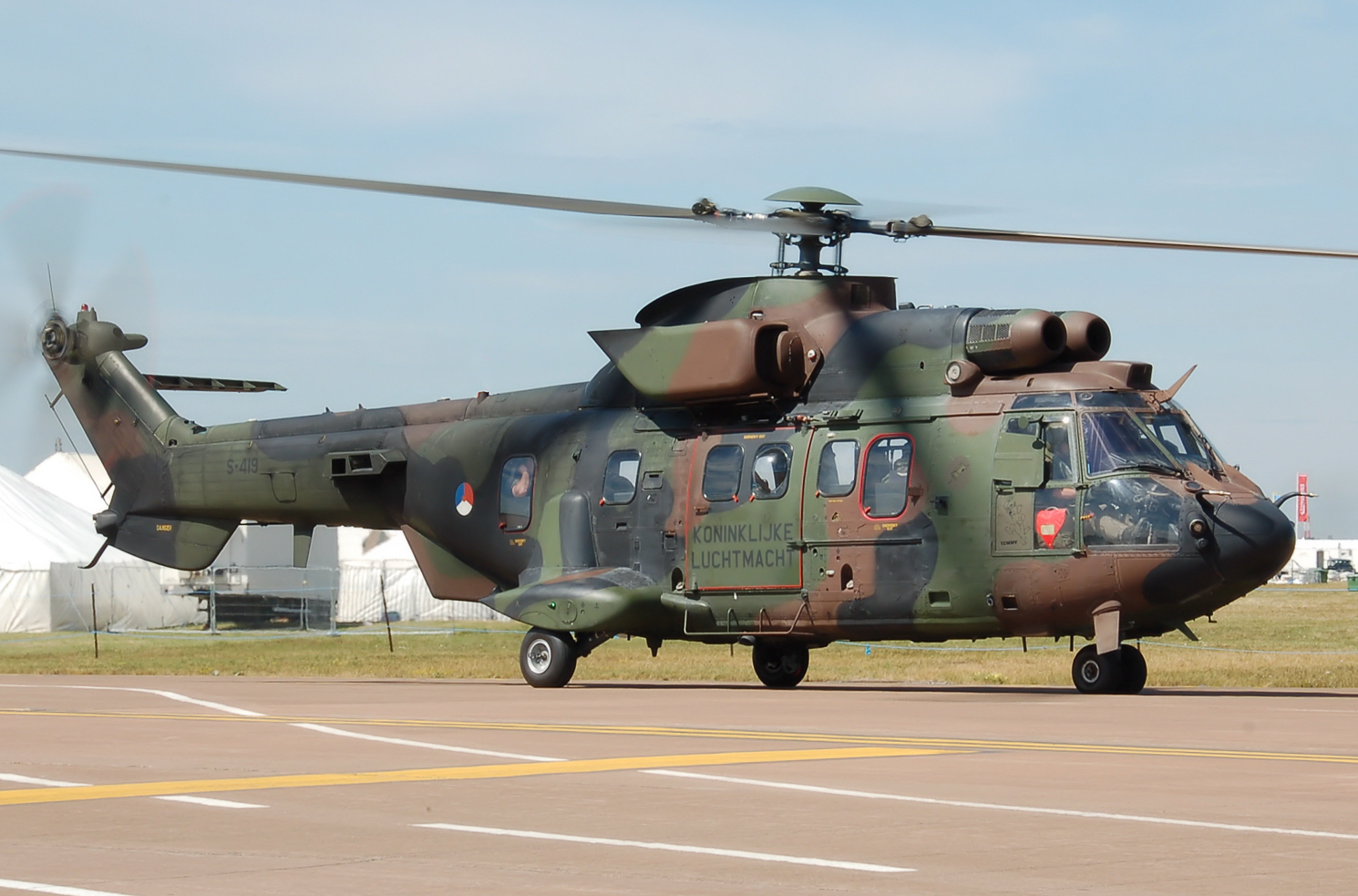
En mayo del año 2006, Venezuela regaló a Bolivia unos 2 Helicópteros AS532 Super Puma para renovar y fortalecer el transporte presidencial boliviano.

Los helicópteros venezolanos llegaron a la ciudad de La Paz el 7 de junio de 2006. A pesar de esto, uno de los helicópteros «Super Puma» se estrelló el 20 de julio de 2008 en la localidad de Colomi cuando intentaba realizar un viaje desde Cochabamba hasta la ciudad de Cobija. En el fatal accidente fallecieron lamentablemente 4 militares venezolanos y un boliviano. Durante aquella época, sectores afines al MAS-IPSP llegaron a calificar el hecho, como un atentado contra la vida del presidente Evo Morales Ayma. Sin embargo, la Fuerza Aérea Boliviana (FAB) descartó cualquier hipótesis de un supuesto atentado en la caída del helicóptero presidencial.
El 28 de febrero de 2007, el presidente Hugo Chávez decidió regalar otros 2 helicópteros Aérospatiale SA316 Alouette III (de fabricación francesa) a Bolivia, con el objetivo de ayudar en tareas humanitarias de rescate y salvamento en las inundaciones que estaba sufriendo el Departamento del Beni durante aquel año.

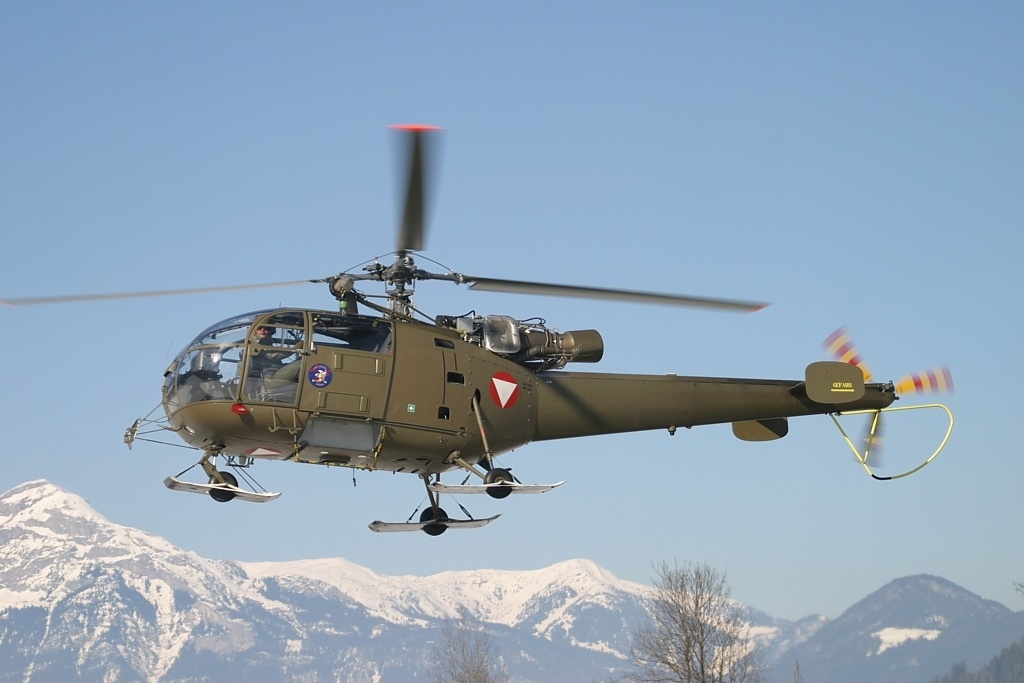
En marzo del año 2007, Venezuela regaló a Bolivia otros 2 helicópteros Aérospatiale SA316 Alouette III para el rescate de damnificados y transporte de ayuda humanitaria durante las grandes inundaciones que sufrió el Departamento del Beni en aquel año.

En ese mismo año, uno de los helicópteros "Alouette III" se estrelló el 28 de junio de 2008 en la zona de Molle Molle en el sur de la ciudad de Cochabamba. En el fatal accidente llegaron a fallecer lamentablemente 4 militares bolivianos y un venezolano. La oposición boliviana de aquella época, criticó duramente al gobierno de Evo Morales por recibir helicópteros antiguos y en mal estado o sin buenas condiciones para operar, pues el helicóptero estrellado había salido de la fábrica el año 1972 y para 2007 ya tenía más de 35 años de antigüedad. A su vez, la embajada venezolana en Bolivia señalaba que Venezuela sería incapaz de donar helicópteros defectuosos donde también se pusiera en riesgo la vida del personal militar venezolano. En cambio, ante el escándalo nacional, el presidente Evo Morales Ayma se limitó solamente a pedir a la FAB un informe detallado y una descripción pormenorizada sobre el trágico accidente aéreo, para asumir nuevas medidas.

#### Área de Educación
El 15 de enero de 2008, el gobierno venezolano donó 2600 computadoras a Bolivia para mejorar el equipamiento de las unidades educativas fiscales, más que todo del área rural como también de las ciudades.

#### Área Deportiva
El 13 de diciembre de 2007, el presidente Evo Morales entregó al Club San José de la ciudad de Oruro un monto de 4,5 millones de dólares (dichos recursos eran provenientes de la donación del gobierno venezolano), esto con el objetivo de que el equipo de futbol orureño tenga su propio estadio.

#### Desastres naturales
Ante las graves inundaciones que sufrió la ciudad de Sucre el 4 de enero de 2021, producto de una torrencial lluvia y granizo, el 7 de enero el Gobierno de Nicolás Maduro decidió enviar a Bolivia unos 700 kilogramos de ayuda humanitaria para las personas y familias afectadas, a través de la aerolínea Conviasa. El presidente Luis Arce Catacora agradeció la ayuda venezolana. Pero cabe mencionar que la oposición boliviana cuestionó y criticó dicha ayuda porque provenia de un país pobre como lo es Venezuela, donde sus ciudadanos emigran a otros países y mueren de hambre.

### Cooperación de Bolivia a Venezuela

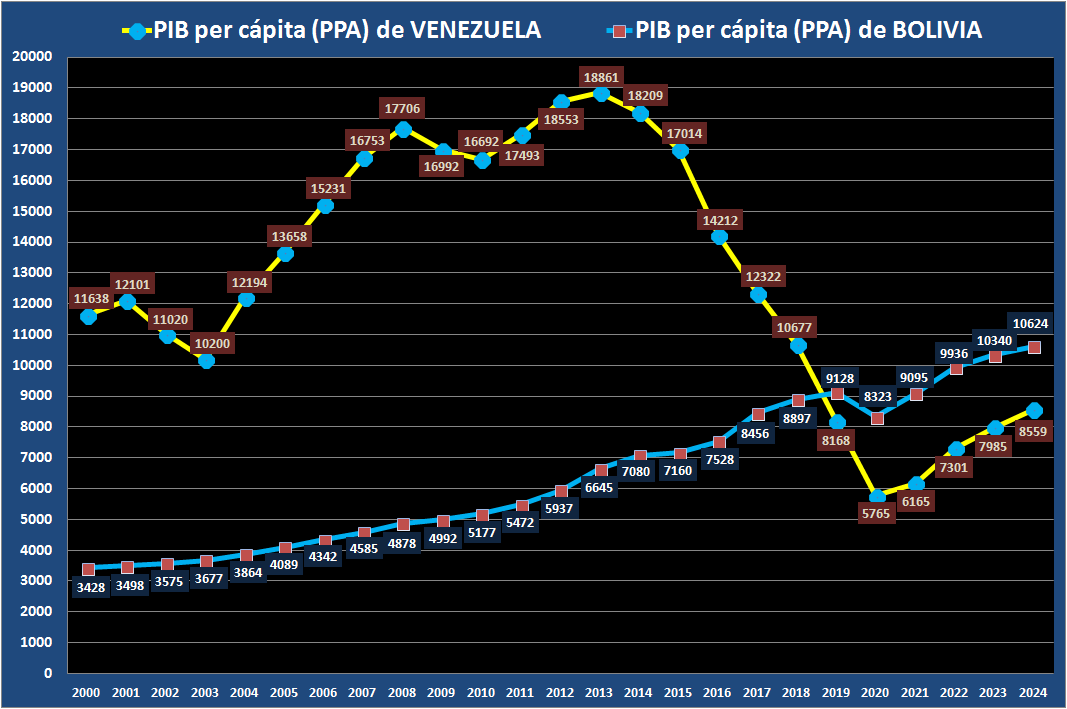
Evolución histórica del PIB per cápita (PPA) de Bolivia y Venezuela durante el primer cuarto del (2000-2024) según los datos del Fondo Monetario Internacional y medido en dólares estadounidenses.

Ante la grave escasez de papel higiénico en Venezuela durante el año 2013, Bolivia ayudó a Venezuela exportando más de 1 200 000 rollos de papel higiénico (60 000 paquetes) para atender de forma inmediata y urgente la necesidad que estaban padeciendo los venezolanos.
En febrero de 2016, un equipo boliviano de profesionales y expertos económicos, a la cabeza del entonces Ministro de Economía y Finanzas Públicas de Bolivia Luis Arce Catacora viajaron hasta la ciudad de Caracas con la intención de ver y analizar la verdadera situación en la que se encontraban las finanzas públicas del estado venezolano y tal vez poder "ayudar en algo" a la maltrecha Economía de Venezuela que en la actualidad afecta a millones de personas.
Ante la aguda escasez de los principales productos básicos y alimenticios en Venezuela, Bolivia exportó inicialmente 60 000 toneladas de azúcar en el año 2013, que posteriormente subieron a más 100 000 toneladas, así como también se exportó más de 1000 toneladas de carne vacuna, además de leche en polvo.

## Indicadores económicos y sociales

### Evolución histórica del PIB per Cápita (Nominal)
| Año  | PIB per Cápita (Nominal) en dólares (1960-1980) | PIB per Cápita (Nominal) en dólares (1960-1980) | Diferencia entre Venezuela y Bolivia (1960-1980) | Año  | PIB per Cápita (Nominal) en dólares (1980-2000) | PIB per Cápita (Nominal) en dólares (1980-2000) | Diferencia entre Venezuela y Bolivia (1980-2000) | Año  | PIB per Cápita (Nominal) en dólares (2000-2020) | PIB per Cápita (Nominal) en dólares (2000-2020) | Diferencia entre Venezuela y Bolivia (2000-2020) | Año  | PIB per Cápita (Nominal) en dólares (2020-2040) | PIB per Cápita (Nominal) en dólares (2020-2040) | Diferencia entre Venezuela y Bolivia (2020-2040) |
| Año  | Venezuela                                       | Bolivia                                         | Diferencia entre Venezuela y Bolivia (1960-1980) | Año  | Venezuela                                       | Bolivia                                         | Diferencia entre Venezuela y Bolivia (1980-2000) | Año  | Venezuela                                       | Bolivia                                         | Diferencia entre Venezuela y Bolivia (2000-2020) | Año  | Venezuela                                       | Bolivia                                         | Diferencia entre Venezuela y Bolivia (2020-2040) |
| 1960 | US$ 939                                         | US$ 101                                         | 9,29                                             | 1980 | US$ 4 671                                       | US$ 695                                         | 6,72                                             | 2000 | US$ 4 820                                       | US$ 994                                         | 4,84                                             | 2020 | US$ 1 566                                       | US$ 3 172                                       | 2,02                                             |
| 1961 | US$ 954                                         | US$ 108                                         | 8,83                                             | 1981 | US$ 5 085                                       | US$ 615                                         | 8,26                                             | 2001 | US$ 4 963                                       | US$ 949                                         | 5,22                                             | 2021 | US$ 2 090                                       | US$ 3 449                                       | 1,65                                             |
| 1962 | US$ 1 006                                       | US$ 116                                         | 8,67                                             | 1982 | US$ 5 041                                       | US$ 668                                         | 7,54                                             | 2002 | US$ 3 778                                       | US$ 904                                         | 4,17                                             | 2022 | US$ 3 421                                       | US$ 3 705                                       | 1,08                                             |
| 1963 | US$ 1 060                                       | US$ 122                                         | 8,68                                             | 1983 | US$ 4 883                                       | US$ 619                                         | 7,88                                             | 2003 | US$ 3 266                                       | US$ 908                                         | 3,59                                             | 2023 | US$ 3 474                                       | US$ 3 857                                       | 1,11                                             |
| 1964 | US$ 874                                         | US$ 135                                         | 6,47                                             | 1984 | US$ 3 447                                       | US$ 631                                         | 5,46                                             | 2004 | US$ 4 311                                       | US$ 968                                         | 4,45                                             | 2024 | US$ 3 691                                       | US$ 4 045                                       | 1,09                                             |
| 1965 | US$ 869                                         | US$ 146                                         | 5,95                                             | 1985 | US$ 3 472                                       | US$ 668                                         | 5,19                                             | 2005 | US$ 5 421                                       | US$ 1 037                                       | 5,22                                             | 2025 | Sin cambios                                     | US$ 4 232                                       | Sin cambios                                      |
| 1966 | US$ 877                                         | US$ 159                                         | 5,51                                             | 1986 | US$ 3 488                                       | US$ 640                                         | 5,45                                             | 2006 | US$ 6 646                                       | US$ 1 226                                       | 5,42                                             | 2026 | Sin cambios                                     | US$ 4 423                                       | Sin cambios                                      |
| 1967 | US$ 894                                         | US$ 176                                         | 5,07                                             | 1987 | US$ 2 619                                       | US$ 683                                         | 3,83                                             | 2007 | US$ 8 538                                       | US$ 1 383                                       | 6,17                                             | 2027 | Sin cambios                                     | US$ 4 628                                       | Sin cambios                                      |
| 1968 | US$ 940                                         | US$ 195                                         | 4,82                                             | 1988 | US$ 3 292                                       | US$ 712                                         | 4,62                                             | 2008 | US$ 11 079                                      | US$ 1 729                                       | 6,40                                             | 2028 | Sin cambios                                     | US$ 4 842                                       | Sin cambios                                      |
| 1969 | US$ 934                                         | US$ 207                                         | 4,51                                             | 1989 | US$ 2 378                                       | US$ 715                                         | 3,32                                             | 2009 | US$ 9 557                                       | US$ 1 769                                       | 5,40                                             | 2029 | Sin cambios                                     | US$ 5 000                                       | Sin cambios                                      |
| 1970 | US$ 1 018                                       | US$ 221                                         | 4,60                                             | 1990 | US$ 2 492                                       | US$ 723                                         | 3,44                                             | 2010 | US$ 11 158                                      | US$ 1 972                                       | 5,65                                             | 2030 | Sin cambios                                     | Sin cambios                                     | Sin cambios                                      |
| 1971 | US$ 1 109                                       | US$ 233                                         | 4,75                                             | 1991 | US$ 2 685                                       | US$ 776                                         | 3,46                                             | 2011 | US$ 10 934                                      | US$ 2 368                                       | 4,61                                             | 2031 | Sin cambios                                     | Sin cambios                                     | Sin cambios                                      |
| 1972 | US$ 1 158                                       | US$ 262                                         | 4,41                                             | 1992 | US$ 2 968                                       | US$ 803                                         | 3,69                                             | 2012 | US$ 12 688                                      | US$ 2 635                                       | 4,81                                             | 2032 | Sin cambios                                     | Sin cambios                                     | Sin cambios                                      |
| 1973 | US$ 1 371                                       | US$ 257                                         | 5,33                                             | 1993 | US$ 2 876                                       | US$ 793                                         | 3,62                                             | 2013 | US$ 8 692                                       | US$ 2 938                                       | 2,95                                             | 2033 | Sin cambios                                     | Sin cambios                                     | Sin cambios                                      |
| 1974 | US$ 2 039                                       | US$ 418                                         | 4,87                                             | 1994 | US$ 2 741                                       | US$ 805                                         | 3,40                                             | 2014 | US$ 7 107                                       | US$ 3 114                                       | 2,28                                             | 2034 | Sin cambios                                     | Sin cambios                                     | Sin cambios                                      |
| 1975 | US$ 2 084                                       | US$ 469                                         | 4,44                                             | 1995 | US$ 3 559                                       | US$ 886                                         | 4,01                                             | 2015 | US$ 4 096                                       | US$ 3 069                                       | 1,33                                             | 2035 | Sin cambios                                     | Sin cambios                                     | Sin cambios                                      |
| 1976 | US$ 2 316                                       | US$ 520                                         | 4,45                                             | 1996 | US$ 3 174                                       | US$ 956                                         | 3,32                                             | 2016 | US$ 3 676                                       | US$ 3 110                                       | 1,18                                             | 2036 | Sin cambios                                     | Sin cambios                                     | Sin cambios                                      |
| 1977 | US$ 2 592                                       | US$ 601                                         | 4,31                                             | 1997 | US$ 3 778                                       | US$ 1 006                                       | 3,75                                             | 2017 | US$ 3 806                                       | US$ 3 388                                       | 1,12                                             | 2037 | Sin cambios                                     | Sin cambios                                     | Sin cambios                                      |
| 1978 | US$ 2 735                                       | US$ 685                                         | 4,00                                             | 1998 | US$ 3 970                                       | US$ 1 057                                       | 3,75                                             | 2018 | US$ 3 529                                       | US$ 3 588                                       | 1,01                                             | 2038 | Sin cambios                                     | Sin cambios                                     | Sin cambios                                      |
| 1979 | US$ 3 266                                       | US$ 788                                         | 4,14                                             | 1999 | US$ 4 133                                       | US$ 1 010                                       | 4,09                                             | 2019 | US$ 2 624                                       | US$ 3 591                                       | 1,36                                             | 2039 | Sin cambios                                     | Sin cambios                                     | Sin cambios                                      |
| 1980 | US$ 4 671                                       | US$ 695                                         | 6,72                                             | 2000 | US$ 4 820                                       | US$ 994                                         | 4,84                                             | 2020 | US$ 1 566                                       | US$ 3 172                                       | 2,02                                             | 2040 | Sin cambios                                     | Sin cambios                                     | Sin cambios                                      |

Fuente: Fondo Monetario Internacional (FMI)  

Nota: Actualizado a octubre de 2024
Fuente: Fondo Monetario Internacional (FMI) 

Nota: Actualizado a octubre de 2024

### Evolución histórica del PIB per Cápita (PPA)
| Año  | PIB per Cápita (Nominal) en dólares (1980-2000) | PIB per Cápita (Nominal) en dólares (1980-2000) | Diferencia entre Venezuela y Bolivia (1980-2000) | Año  | PIB per Cápita (Nominal) en dólares (2000-2020) | PIB per Cápita (Nominal) en dólares (2000-2020) | Diferencia entre Venezuela y Bolivia (2000-2020) | Año  | PIB per Cápita (Nominal) en dólares (2020-2040) | PIB per Cápita (Nominal) en dólares (2020-2040) | Diferencia entre Venezuela y Bolivia (2020-2040) |
| Año  | Venezuela                                       | Bolivia                                         | Diferencia entre Venezuela y Bolivia (1980-2000) | Año  | Venezuela                                       | Bolivia                                         | Diferencia entre Venezuela y Bolivia (2000-2020) | Año  | Venezuela                                       | Bolivia                                         | Diferencia entre Venezuela y Bolivia (2020-2040) |
| 1980 | US$ 7 947                                       | US$ 2 069                                       | 3,84                                             | 2000 | US$ 11 638                                      | US$ 3 428                                       | 3,39                                             | 2020 | US$ 5 765                                       | US$ 8 323                                       | 1,44                                             |
| 1981 | US$ 8 332                                       | US$ 2 099                                       | 3,96                                             | 2001 | US$ 12 101                                      | US$ 3 498                                       | 3,45                                             | 2021 | US$ 6 165                                       | US$ 9 095                                       | 1,47                                             |
| 1982 | US$ 8 818                                       | US$ 2 097                                       | 4,20                                             | 2002 | US$ 11 020                                      | US$ 3 575                                       | 3,08                                             | 2022 | US$ 7 301                                       | US$ 9 936                                       | 1,36                                             |
| 1983 | US$ 8 034                                       | US$ 2 048                                       | 3,92                                             | 2003 | US$ 10 200                                      | US$ 3 677                                       | 2,77                                             | 2023 | US$ 7 985                                       | US$ 10 340                                      | 1,29                                             |
| 1984 | US$ 8 519                                       | US$ 2 074                                       | 4,10                                             | 2004 | US$ 12 194                                      | US$ 3 864                                       | 3,15                                             | 2024 | US$ 8 559                                       | US$ 10 624                                      | 1,24                                             |
| 1985 | US$ 8 624                                       | US$ 2 061                                       | 4,18                                             | 2005 | US$ 13 658                                      | US$ 4 089                                       | 3,34                                             | 2025 | Sin cambios                                     | US$ 10 924                                      | Sin cambios                                      |
| 1986 | US$ 9 221                                       | US$ 2 006                                       | 4,59                                             | 2006 | US$ 15 231                                      | US$ 4 342                                       | 3,50                                             | 2026 | Sin cambios                                     | US$ 11 214                                      | Sin cambios                                      |
| 1987 | US$ 9 660                                       | US$ 2 064                                       | 4,68                                             | 2007 | US$ 16 753                                      | US$ 4 585                                       | 3,65                                             | 2027 | Sin cambios                                     | US$ 11 510                                      | Sin cambios                                      |
| 1988 | US$ 10 392                                      | US$ 2 154                                       | 4,82                                             | 2008 | US$ 17 706                                      | US$ 4 878                                       | 3,62                                             | 2028 | Sin cambios                                     | US$ 11 817                                      | Sin cambios                                      |
| 1989 | US$ 9 074                                       | US$ 2 276                                       | 3,98                                             | 2009 | US$ 16 992                                      | US$ 4 992                                       | 3,40                                             | 2029 | Sin cambios                                     | US$ 12 000                                      | Sin cambios                                      |
| 1990 | US$ 9 699                                       | US$ 2 420                                       | 4,00                                             | 2010 | US$ 16 692                                      | US$ 5 177                                       | 3,22                                             | 2030 | Sin cambios                                     | Sin cambios                                     | Sin cambios                                      |
| 1991 | US$ 10 744                                      | US$ 2 579                                       | 4,16                                             | 2011 | US$ 17 493                                      | US$ 5 472                                       | 3,19                                             | 2031 | Sin cambios                                     | Sin cambios                                     | Sin cambios                                      |
| 1992 | US$ 11 387                                      | US$ 2 627                                       | 4,33                                             | 2012 | US$ 18 553                                      | US$ 5 937                                       | 3,12                                             | 2032 | Sin cambios                                     | Sin cambios                                     | Sin cambios                                      |
| 1993 | US$ 11 426                                      | US$ 2 726                                       | 4,19                                             | 2013 | US$ 18 861                                      | US$ 6 645                                       | 2,83                                             | 2033 | Sin cambios                                     | Sin cambios                                     | Sin cambios                                      |
| 1994 | US$ 11 145                                      | US$ 2 833                                       | 3,93                                             | 2014 | US$ 18 209                                      | US$ 7 080                                       | 2,57                                             | 2034 | Sin cambios                                     | Sin cambios                                     | Sin cambios                                      |
| 1995 | US$ 11 574                                      | US$ 2 969                                       | 3,89                                             | 2015 | US$ 17 014                                      | US$ 7 160                                       | 2,37                                             | 2035 | Sin cambios                                     | Sin cambios                                     | Sin cambios                                      |
| 1996 | US$ 11 515                                      | US$ 3 093                                       | 3,72                                             | 2016 | US$ 14 212                                      | US$ 7 528                                       | 1,88                                             | 2036 | Sin cambios                                     | Sin cambios                                     | Sin cambios                                      |
| 1997 | US$ 12 208                                      | US$ 3 238                                       | 3,77                                             | 2017 | US$ 12 322                                      | US$ 8 456                                       | 1,45                                             | 2037 | Sin cambios                                     | Sin cambios                                     | Sin cambios                                      |
| 1998 | US$ 12 139                                      | US$ 3 373                                       | 3,59                                             | 2018 | US$ 10 677                                      | US$ 8 897                                       | 1,20                                             | 2038 | Sin cambios                                     | Sin cambios                                     | Sin cambios                                      |
| 1999 | US$ 11 348                                      | US$ 3 369                                       | 3,36                                             | 2019 | US$ 8 168                                       | US$ 9 128                                       | 1,11                                             | 2039 | Sin cambios                                     | Sin cambios                                     | Sin cambios                                      |
| 2000 | US$ 11 638                                      | US$ 3 428                                       | 3,39                                             | 2020 | US$ 5 765                                       | US$ 8 323                                       | 1,44                                             | 2040 | Sin cambios                                     | Sin cambios                                     | Sin cambios                                      |

Fuente: Fondo Monetario Internacional (FMI)  

Nota: Actualizado a octubre de 2024
Fuente: Fondo Monetario Internacional (FMI) 

Nota: Actualizado a octubre de 2024

## Turismo

### Turismo venezolano en Bolivia
Según el Instituto Nacional de Estadística, en los últimos años el turismo venezolano en Bolivia ha crecido de manera considerable. A continuación se demuestra en la siguiente tabla la cantidad de ciudadanos venezolanos que ingresaron a Bolivia en calidad de turistas.
| 2008 | 553  | 442  | 407  | 384  | 376  | 262  | 415  | 504  | 246  | 296  | 293  | 686  | 4864   |
| 2009 | 354  | 327  | 195  | 256  | 359  | 289  | 799  | 305  | 320  | 556  | 1947 | 1129 | 6836   |
| 2010 | 963  | 817  | 795  | 713  | 699  | 628  | 765  | 1076 | 650  | 761  | 867  | 909  | 9643   |
| 2011 | 1036 | 869  | 822  | 784  | 534  | 929  | 1385 | 782  | 742  | 714  | 744  | 776  | 10 117 |
| 2012 | 789  | 740  | 655  | 504  | 498  | 457  | 700  | 1385 | 616  | 413  | 562  | 807  | 8126   |
| 2013 | 726  | 734  | 663  | 670  | 805  | 1078 | 1614 | 1558 | 482  | 396  | 649  | 1239 | 10 614 |
| 2014 | 413  | 446  | 577  | 430  | 504  | 621  | 980  | 516  | 712  | 581  | 746  | 934  | 7460   |
| 2015 | 885  | 464  | 504  | 587  | 539  | 469  | 484  | 660  | 663  | 647  | 530  | 633  | 7065   |
| 2016 | 652  | 450  | 517  | 585  | 557  | 648  | 700  | 1057 | 896  | 737  | 793  | 697  | 8289   |
| 2017 | 747  | 673  | 741  | 929  | 795  | 825  | 992  | 910  | 989  | 907  | 1123 | 1011 | 10 642 |
| 2018 | 979  | 1213 | 1323 | 1149 | 1846 | 918  | 1063 | 1144 | 998  | 1174 | 1239 | 1209 | 14 255 |
| 2019 | 1293 | 1385 | 1278 | 1431 | 1548 | 2817 | 1669 | 2012 | 1562 | 1531 | 984  | 1286 | 18 796 |
| 2020 | 1314 | 1341 | 698  | 7    | 5    | 4    | 2    | 6    | 22   | 53   | 70   | 527  | 4 049  |
| 2021 | 445  | 302  | 260  | 376  | 360  | 302  | 238  | 450  | 651  | 631  | 1216 | 1657 | 6 888  |
| 2022 | 982  | 1037 | 1138 | 832  | 923  | 1287 | 1128 | 1138 | 1331 | 1210 | 964  | 1359 | 13 329 |

| Gráfica histórica de los visitantes de nacionalidad venezolana que ingresan legalmente a Bolivia por pasos habilitados (2008-2022) |
| --- |
| |

## Migración
Históricamente, la inmigración venezolana en Bolivia se ha caracterizado por ser pequeña. Pero debido a la grave crisis migratoria venezolana, en los últimos años ha aumentado considerablemente la llegada de muchos inmigrantes venezolanos hacia el país altiplánico.

## Comercio exterior

### Exportaciones de Bolivia a Venezuela
EVOLUCIÓN HISTÓRICA DE LAS EXPORTACIONES BOLIVIANAS 
 HACIA VENEZUELA DURANTE LOS ÚLTIMOS 30 AÑOS (1992-2022)
Fuente: Instituto Nacional de Estadística de Bolivia

### Exportaciones de Venezuela a Bolivia (1992-2022)
EVOLUCIÓN HISTÓRICA DE LAS EXPORTACIONES VENEZOLANAS 
 HACIA BOLIVIA DURANTE LOS ÚLTIMOS 30 AÑOS (1992-2022)
Fuente: Instituto Nacional de Estadística de Bolivia

## Misiones diplomáticas

### Embajada de Bolivia en Venezuela
En la actualidad, Bolivia cuenta con su embajada en la ciudad de Caracas, ubicado específicamente en la Urbanización Altamira del Municipio Chacao.

#### Atentado terrorista contra la embajada boliviana (2007)
Cabe mencionar que ante la grave inseguridad ciudadana existente en Venezuela, el 26 de abril del año 2007, personas misteriosas, lanzaron un artefacto explosivo (una bomba) a la embajada de Bolivia en Venezuela. Afortunadamente la instalación diplomática boliviana no tuvo daños humanos ni ningún herido, pero sufrió daños materiales aunque solo de menor consideración. Los organismos policiales responsables de la seguridad y la Guardia Nacional Bolivariana lograron capturar a un hombre sospechoso, al cual fue llevado a interrogatorio. A su vez, el entonces canciller venezolano Nicolás Maduro Moros calificó a dicho acto como un atentado terrorista y culpó a la ala radical de la oposición venezolana que intentaba generar temor, miedo e intimidación en la población caraqueña. Finalmente después de un año y medio, el 8 de agosto de 2008, la justicia venezolana sentenció a 4 años de prisión a los responsables de la explosión en la embajada boliviana, y los cuales eran, el abogado de 34 años de edad Luis Alberto Rodríguez Villamizar (1974) apodado con el alias de "El Comandante Santos", y una abogada de 30 años de edad de nombre Carolina Mora Herrera (1978) apodada con el alías de "Subcomandante Bárbara", ambos formaban parte del grupo terrorista Movimiento de Liberación Nacional Rómulo Gallegos (MLNRG).

### Embajada de Venezuela en Bolivia

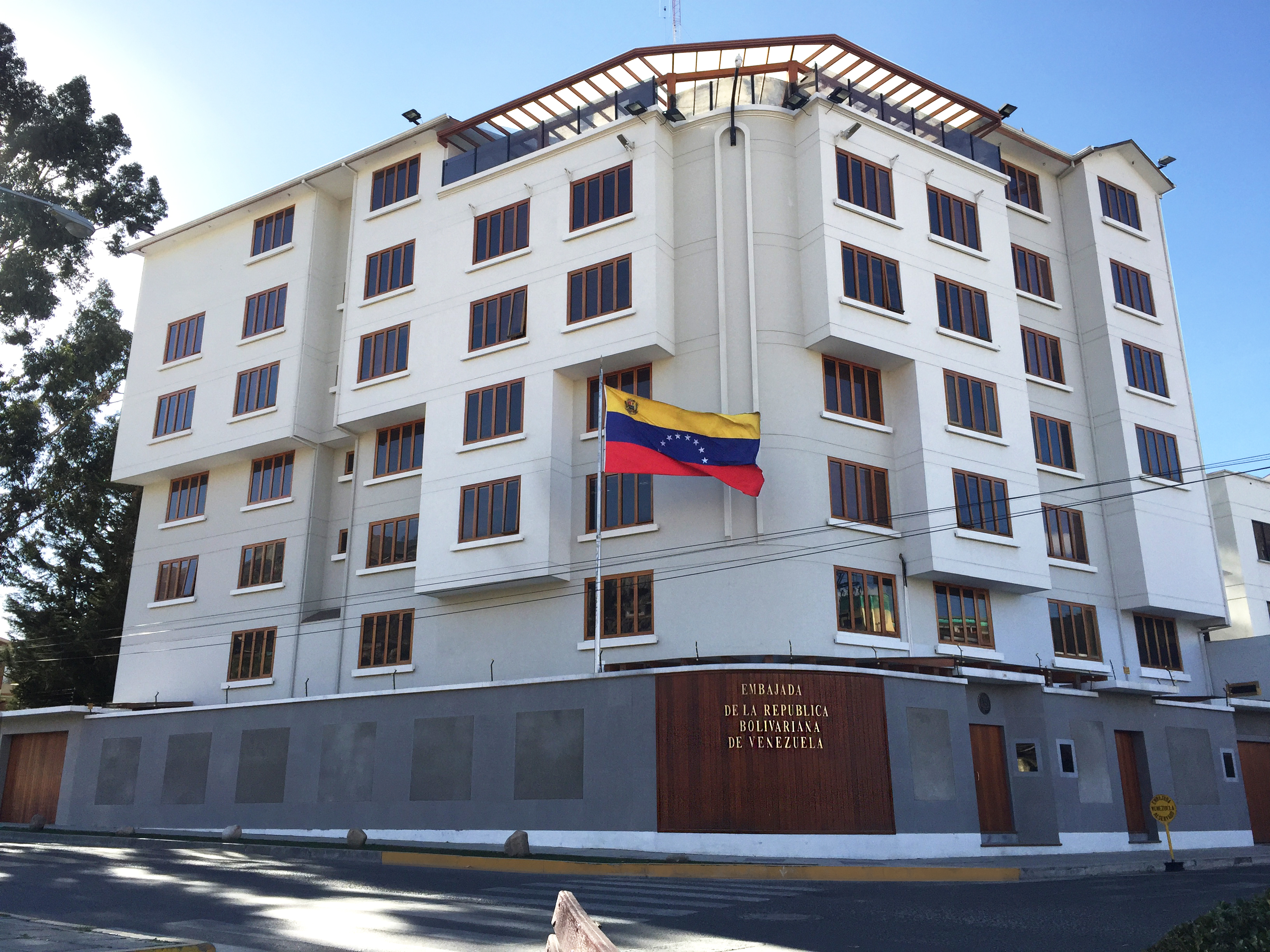
Embajada de Venezuela en La Paz

- Bolivia cuenta con una embajada en Caracas.
- Venezuela abrió su embajada en La Paz

## Embajadores

### Embajadores de Bolivia en Venezuela
| Embajadores Bolivianos en Venezuela    | Designado por el Presidente de Bolivia | Período como Embajador o Embajadora               | Referencias |
| -------------------------------------- | -------------------------------------- | ------------------------------------------------- | ----------- |
| Walter Guevara Arze † (1912-1996)      | Hernán Siles Suazo                     | 1 de noviembre de 1982 - 1 de noviembre de 1988   |             |
| Edil Sandoval Morón † (1929-2013)      | Víctor Paz Estenssoro                  | 1 de noviembre de 1988 - 6 de septiembre de 1989  |             |
| Lidia Gueiler Tejada † (1921-2011)     | Jaime Paz Zamora                       | 6 de septiembre de 1990 - 6 de septiembre de 1993 | [ 62 ]      |
| Guillermo Aponte Burela † (1925-2007)  | Gonzalo Sánchez de Lozada              | 6 de septiembre de 1993 - 6 de septiembre de 1997 | [ 62 ]      |
| Jaime Ponce Caballero † (1930-2001)    | Hugo Banzer Suárez                     | 6 de septiembre de 1997 - 20 de febrero de 2001   | [ 62 ]      |
| Ricardo Guillermo Telchi Orellana (†)  | Hugo Banzer Suárez                     | 20 de febrero de 2001 - 29 de julio de 2003       | [ 63 ]      |
| René Recacochea Salinas † (1942-2019)  | Carlos Mesa Gisbert                    | 17 de diciembre de 2003 - 28 de diciembre de 2006 | [ 64 ]      |
| Jorge Alvarado Rivas (encargado)       | Evo Morales Ayma                       | 28 de diciembre de 2006 - 30 de julio de 2009     | [ 65 ]      |
| Gualberto Arambulo Mendoza (encargado) | Evo Morales Ayma                       | 30 de julio de 2009 - 8 de abril de 2010          | [ 66 ]      |
| Jorge Alvarado Rivas (1943-)           | Evo Morales Ayma                       | 8 de abril de 2010 - 5 de octubre de 2012         | [ 67 ]      |
| Luis Trigo Antelo (1953-)              | Evo Morales Ayma                       | 2 de mayo de 2013 - 5 de enero de 2018            | [ 67 ]      |
| Sebastian Michel Hoffman (1974-)       | Evo Morales Ayma                       | 5 de enero de 2018 - 15 de noviembre de 2019      | [ 67 ]      |
| Sin Embajador (rompimiento relaciones) | Jeanine Áñez Chávez                    | 15 de noviembre de 2019 - 11 de noviembre de 2020 |             |
| Sebastian Michel Hoffman (1974-)       | Luis Arce Catacora                     | 4 de diciembre de 2020 - Actualidad               | [ 68 ]      |

### Embajadores de Venezuela en Bolivia
| Embajadores Venezolanos en Bolivia | Designado por el Presidente de Venezuela | Período como Embajador o Embajadora               | Referencias                 |
| ---------------------------------- | ---------------------------------------- | ------------------------------------------------- | --------------------------- |
| Otto Rafael Veitia Mattos          | Carlos Andrés Pérez Rodríguez            | 10 de enero de 1993 - 12 de julio de 1996         | [ 69 ] [ 70 ]               |
| Héctor Maldonado Lira              | Rafael Caldera Rodríguez                 | 10 de enero de 1997 - 29 de julio de 1998         | [ 71 ]                      |
| Mario Tepedino Raven               | Rafael Caldera Rodríguez                 | 29 de julio de 1998 - 3 de mayo de 2001           | [ 62 ] [ 72 ]               |
| Gonzalo García Ordóñez             | Hugo Chávez Frías                        | 3 de mayo de 2001 - 12 de abril de 2002           | [ 73 ] [ 74 ] [ 75 ] [ 76 ] |
| Azael Valero Angulo (encargado)    | Hugo Chávez Frías                        | 12 de abril de 2002 - 26 de marzo de 2006         | [ 77 ] [ 78 ] [ 79 ] [ 80 ] |
| Julio Montes Prado (†)             | Hugo Chávez Frías                        | 26 de marzo de 2006 - 29 de julio de 2009         | [ 65 ]                      |
| Azael Valero Angulo (encargado)    | Hugo Chávez Frías                        | 30 de julio de 2009 - 8 de septiembre de 2009     | [ 81 ] [ 82 ]               |
| Crisbeylee González Hernández      | Hugo Chávez Frías                        | 8 de septiembre de 2009 - 15 de noviembre de 2019 | [ 83 ] [ 84 ] [ 85 ]        |
| Winston Eduardo Flores Gómez       | Juan Guaidó Márquez (interino)           | 4 de abril de 2020 - 23 de junio de 2020          | [ 86 ] [ 87 ]               |
| José Gregorio Cumare Hernández     | Juan Guaidó Márquez (interino)           | 20 de octubre de 2020 - 8 de noviembre de 2020    | [ 88 ]                      |
| Alexander Gabriel Yánez Deleuze    | Nicolás Maduro Moros                     | 11 de noviembre de 2020 - 15 de octubre de 2021   | [ 89 ]                      |
| César Gabriel Trómpiz Cecconi      | Nicolás Maduro Moros                     | 19 de octubre de 2021 - Actualidad                | [ 90 ]                      |